# Richard Louhenapessy
Richard Louhenapessy (sinh ngày 20 tháng 4 năm 1955) là một cựu chính trị gia người Indonesia thuộc đảng Golkar, ông từng là thị trưởng Ambon, Maluku trong hai nhiệm kỳ từ 2011–2016 đến 2017–2022. Gần kết thúc nhiệm kỳ vào năm 2022, ông bị Ủy ban Bài trừ Tham nhũng bắt giữ với cáo buộc nhận hối lộ và bị kết án 5 năm tù. Trước khi trở thành thị trưởng, ông đã bốn lần được bầu vào cơ quan lập pháp tỉnh từ năm 1992 đến năm 2009.

## Xuất thân
Richard Louhenapessy sinh ra ở thành phố Ambon, Maluku vào ngày 20 tháng 4 năm 1955. Ông học tại các trường Cơ Đốc giáo ở Ambon, tốt nghiệp trường Trung học Xaverius năm 1973. Ông nhận bằng cử nhân luật tại Đại học Pattimura năm 1985. Ông từng là thành viên thuộc tổ chức sinh viên của Pattimura trong thời gian ông ở đó từ năm 1976 đến năm 1980, và còn gia nhập Ủy ban Thanh niên Quốc gia Indonesia. Ông kết hôn với Leberina Louisa Evelin Maatita, cả hai có 5 người con. Ông là một tín hữu Cơ Đốc Kháng Cách.

## Sự nghiệp
Ông hành nghề luật sư vào năm 1978, trước khi tốt nghiệp Đại học Pattimura. Đến năm 1988, ông kết nạp đảng Golkar và trở thành người đứng đầu tổ chức thanh niên của đảng ở Ambon. Ông lần đầu được bầu vào cơ quan lập pháp khu vực Malulu (DPRD) vào năm 1992, phục vụ đến năm 1997. Năm 1999, ông tiếp tục được bầu vào DPRD với tư cách là lãnh đạo đoàn nghị viện của đảng Golkar, đến năm 2004 trở thành chủ tọa cơ quan lập pháp. Năm 2006, Louhenapessy tham gia cuộc bầu cử thị trưởng đầu tiên của Ambon và xếp vị trí thứ hai trong số năm cặp ứng cử viên với 40.167 phiếu bầu (27,8%), thất bại trước thị trưởng đương nhiệm Marcus Jacob Papilaja. Ông được bầu vào nhiệm kỳ thứ tư của DPRD vào năm 2009.
Louhenapessy tái tranh cử trong cuộc bầu cử thị trưởng vào năm 2011 và giành chiến thắng trong cuộc bầu cử sau khi đạt được 37% số phiếu bầu. Ông tuyên thệ nhậm chức vào ngày 4 tháng 8 năm 2011. Nhiệm kỳ đầu của ông kết thúc vào ngày 4 tháng 8 năm 2016, và người đứng đầu sở công nghiệp và thương mại thành phố Frans Yohanes Papilaya được bổ nhiệm giữ quyền thị trưởng thay thế Louhenapessy. Louhenapessy tranh cử nhiệm kỳ thứ hai trong cuộc bầu cử thị trưởng năm 2017 và được bầu với 82.307 phiếu bầu (54,65%). Nhiệm kỳ thứ hai của ông bắt đầu vào ngày 22 tháng 5 năm 2017.
Trong nhiệm kỳ của mình, ông quảng bá Ambon là "Thành phố âm nhạc". Ông nói vui là sự đam mê âm nhạc như "có trong DNA của người Ambon".

## Bắt giữ
Ủy ban Bài trừ Tham nhũng (KPK) xác định Louhenapessy là nghi phạm trong một vụ hối lộ vào ngày 13 tháng 5 năm 2022. KPK trước đó đã phát lệnh yêu cầu Louhenapessy đến trình diện tại trụ sở KPK ở Jakarta, ông không thể đến do vừa trải qua cuộc phẫu thuật, KPK sau đó bắt giữ ông. Vào ngày 9 tháng 2 năm 2023, Tòa án khu vực Ambon đã kết án ông 5 năm tù vì nhận hối lộ trong khi Tòa án Tối cao Indonesia giữ nguyên mức án của ông lúc KPK kháng cáo. Tòa án Tối cao cũng giảm mức tiền bồi thường của Louhenapessy từ 8 tỷ Rupiah (~ 530.000 USD) xuống 520 triệu Rupiah (~ 35.000 USD). Chức vụ thị trưởng Ambon của ông được thay thế bởi cấp phó là Syarif Hadler vào ngày 14 tháng 5; khi nhiệm kỳ của Hadler kết thúc vào ngày 22 tháng 5, ông tiếp tục được thay thế bởi Thư ký Thành phố Agus Ririmasse vào ngày 22 tháng 5. Ririmasse được thay thế hai ngày sau đó bởi Bodewin Wattimena do Bộ Nội vụ bổ nhiệm.